# Heugueville-sur-Sienne
Heugueville-sur-Sienne és un municipi francès situat al departament de la Manche i a la regió de Normandia. L'any 2007 tenia 559 habitants.

## Demografia

### Població
El 2007 la població de fet de Heugueville-sur-Sienne era de 559 persones. Hi havia 229 famílies de les quals 58 eren unipersonals (25 homes vivint sols i 33 dones vivint soles), 79 parelles sense fills, 71 parelles amb fills i 21 famílies monoparentals amb fills.
La població ha evolucionat segons el següent gràfic:
Habitants censats

### Habitatges
El 2007 hi havia 276 habitatges, 233 eren l'habitatge principal de la família, 39 eren segones residències i 4 estaven desocupats. Tots els 273 habitatges eren cases. Dels 233 habitatges principals, 191 estaven ocupats pels seus propietaris, 36 estaven llogats i ocupats pels llogaters i 5 estaven cedits a títol gratuït; 1 tenia una cambra, 7 en tenien dues, 25 en tenien tres, 49 en tenien quatre i 151 en tenien cinc o més. 203 habitatges disposaven pel capbaix d'una plaça de pàrquing. A 100 habitatges hi havia un automòbil i a 119 n'hi havia dos o més.

### Piràmide de població
La piràmide de població per edats i sexe el 2009 era:
| Homes | Edats   | Dones |
| ----- | ------- | ----- |
| 0     | 95 o +  | 0     |
| 0     | 90 a 94 | 4     |
| 8     | 85 a 89 | 12    |
| 0     | 80 a 84 | 4     |
| 8     | 75 a 79 | 20    |
| 16    | 70 a 74 | 8     |
| 20    | 65 a 69 | 32    |
| 4     | 60 a 64 | 12    |
| 20    | 55 a 59 | 16    |
| 20    | 50 a 54 | 24    |
| 8     | 45 a 49 | 12    |
| 20    | 40 a 44 | 20    |
| 16    | 35 a 39 | 16    |
| 28    | 30 a 34 | 12    |
| 4     | 25 a 29 | 16    |
| 8     | 20 a 24 | 4     |
| 16    | 15 a 19 | 8     |
| 16    | 10 a 14 | 12    |
| 20    | 5 a 9   | 16    |
| 8     | 0 a 4   | 0     |

## Economia
El 2007 la població en edat de treballar era de 344 persones, 241 eren actives i 103 eren inactives. De les 241 persones actives 226 estaven ocupades (120 homes i 106 dones) i 14 estaven aturades (5 homes i 9 dones). De les 103 persones inactives 39 estaven jubilades, 28 estaven estudiant i 36 estaven classificades com a «altres inactius».

### Ingressos
El 2009 a Heugueville-sur-Sienne hi havia 230 unitats fiscals que integraven 539 persones, la mediana anual d'ingressos fiscals per persona era de 16.314 €.

### Activitats econòmiques
Dels 18 establiments que hi havia el 2007, 2 eren d'empreses alimentàries, 1 d'una empresa de fabricació d'altres productes industrials, 6 d'empreses de construcció, 3 d'empreses de comerç i reparació d'automòbils, 2 d'empreses d'hostatgeria i restauració, 1 d'una empresa de serveis i 3 d'entitats de l'administració pública.
Dels 7 establiments de servei als particulars que hi havia el 2009, 1 era un paleta, 2 fusteries, 1 lampisteria, 1 empresa de construcció i 2 restaurants.
Dels 3 establiments comercials que hi havia el 2009, 1 era una botiga de més de 120 m², 1 una botiga de menys de 120 m² i 1 una fleca.
L'any 2000 a Heugueville-sur-Sienne hi havia 27 explotacions agrícoles que ocupaven un total de 624 hectàrees.

## Equipaments sanitaris i escolars
El 2009 hi havia una escola elemental integrada dins d'un grup escolar amb les comunes properes formant una escola dispersa.

## Poblacions més properes
El següent diagrama mostra les poblacions més properes.